# امانوئله بیندی
امانوئله بیندی (ایتالیایی: Emanuele Bindi؛ زادهٔ ۷ اکتبر ۱۹۸۱) دوچرخه‌سوار اهل ایتالیا است.